# Strickleiternervensystem

Schematischer Aufbau eines typischen Strickleiternervensystems

Ein Strickleiternervensystem (auch: metameres Nervensystem) ist ein Nervensystem, das aus mehreren segmental angeordneten Ganglienpaaren besteht. Die intrasegmental gelegenen und die Ganglien eines Segments verbindenden „Sprossen“ werden dabei als Kommissuren, die intersegmentalen „Holme“ links und rechts als Konnektive bezeichnet.
Diese in der Regel ventral liegenden Nervensysteme, die daher auch als Bauchmark bezeichnet werden, sind typisch für mehrere Tierstämme der Urmünder (Protostomia), insbesondere für die
- Gliederfüßer (Arthropoden, z. B. Insekten, Spinnentiere, Krebse)
- Bärtierchen (Tardigrada)
- Stummelfüßer (Onychophora)
- Ringelwürmer (Annelida)

Strickleiternervensystem eines Insekts: im Bereich des Thorax (Brust) und des Abdomens (Hinterleib) verläuft das Strickleiternervensystem ventral (bauchseits) und ist dunkelblau dargestellt. Im Thorax sind die Ganglien deutlicher ausgeprägt, da hier die Beine innerviert werden (Bewegungskoordination und Verarbeitung der Informationen von oft hochsensiblen Sinnesorganen an den Beinen). Im Kopf sind ober- und unterhalb des Schlunds mehrere Ganglien zum Ober- und Unterschlundganglion verschmolzen (blaugrün). Hier entwickelt das Oberschlundganglion eine stattliche Größe, weil es u. a. Augen und Antennen innerviert

Jedes Segment des Körpers enthält zwei Ganglien oder ein aus den beiden zusammengewachsenes Fusionsganglion, das insbesondere zur Steuerung der Organe dieses Segments dient. Im Kopfbereich sind zudem meist mehrere Ganglien zu einem Oberschlundganglion (Cerebralganglion) verschmolzen, das bei Gliederfüßern und Bärtierchen auch als Gehirn bezeichnet wird und übergeordnete Funktionen wahrnimmt.

## Bedeutung des Strickleiternervensystems für die Taxonomie
Die evolutionäre Entstehung des Strickleiternervensystems ist noch nicht vollständig geklärt. Das Nervensystem der Weichtiere kann vielleicht – wie das ansatzweise ausgebildete Bauchmark der Käferschnecken zeigt – entwicklungsgeschichtlich auf ein Strickleiternervensystem zurückgeführt werden und wäre dann bei der gemeinsamen Stammart der Lophotrochozoen (Weichtiere, Ringelwürmer etc.) und der Ecdysozoa (Gliederfüßer, Fadenwürmer etc.) entstanden. Bei einigen Angehörigen dieser Gruppen müsste es dann nachträglich durch eine andere Form des Nervensystems ersetzt worden oder verloren gegangen sein. Handelt es sich jedoch bei dem Nervensystem der Weichtiere um ein unabhängig davon entstandenes Nervensystem, würde das Strickleiternervensystem die Zusammenfassung des klassischen Taxons der Gliedertiere (Articulata) mit den Ringelwürmern, Bärtierchen, Stummelfüßern und Gliederfüßern untermauern. Aus diesem Grund galt es als eines der wichtigsten Argumente für die Vertreter der „Gliedertier-Theorie“.